# Litochovice
Litochovice falu és önkormányzat (obec) Csehország Dél-csehországi kerületének Strakonicei járásában. Területe 10,95 km², lakosainak száma 296 (2008. 12. 31). A falu Strakonicétől mintegy 13 km-re délre, České Budějovicétől 4 km-re északnyugatra, és Prágától 109 km-re délre fekszik.
A település első írásos említése 1400-ből származik.

## Az önkormányzathoz tartozó települések
- Litochovice
- Neuslužice
- Střítež

## Látnivalók
- A 13. századból származó román stílusú községháza.

## Népesség
A település népessége az elmúlt években az alábbi módon változott:
| Lakosok száma | 548  | 570  | 620  | 370  | 298  | 259  | 281  | 281  | 284  | 296  |
|               | 1869 | 1890 | 1921 | 1950 | 1980 | 2001 | 2017 | 2019 | 2022 | 2024 |